# Paul Erdman
Paul Emil Erdman (* 19. Mai 1932 in Ontario, Kanada; † 23. April 2007 in Healdsburg, Sonoma County, Kalifornien) war ein erfolgreicher US-amerikanischer Autor von Finanzthrillern. 

## Leben
Erdman wurde als Sohn amerikanischer Eltern im kanadischen Ontario geboren, wo sein Vater als lutherischer Pastor predigte. Er wuchs in den Vereinigten Staaten auf. Seine Ausbildung erhielt er an der Edmund A. Walsh School of Foreign Service der Georgetown University. Bald danach zog er nach Basel, der Heimatstadt seiner Frau, Helly Boeglin. Dort studierte er Wirtschaft, Theologie und Europäische Geschichte und promovierte (summa cum laude). Seine Doktorarbeit verfasste er über die amerikanisch-schweizerischen Handelsbeziehungen vor und nach dem Zweiten Weltkrieg.
Zunächst arbeitete er unter anderem für die Washington Post und die Europäische Gemeinschaft für Kohle und Stahl, bevor er im Jahre 1965, als erster Amerikaner, eine Privatbank in der Schweiz gründete. Die Bank wurde später von der United California Bank gekauft.
Im Jahre 1970 kollabierte die Bank, als sie bei illegalen Termingeschäften mit Silber und Kakao 50 Millionen Dollar verlor. Erdman, als Präsident der Bank, verbrachte acht Monate im Gefängnis, einem Verlies aus dem 17. Jahrhundert. Schließlich kam er gegen Kaution frei und floh in die Vereinigten Staaten. Er wurde in Abwesenheit zu neun Jahren Haft verurteilt.
Die Zeit im Gefängnis wollte Erdman für ein Wirtschaftssachbuch nutzen. Da er aber keinen Zugang zu Bibliotheken hatte, entschloss er sich, stattdessen einen Thriller zu schreiben. Das Ergebnis war The Billion Dollar Sure Thing (Deutsch: "Der Milliarden Dollar-Schnitt"), der 1974 mit einem Edgar Allan Poe Award für den besten Erstlingsroman ausgezeichnet wurde. Damit begann, was er später einen "erfolgreichen Karrierewechsel" nannte.
Erdman war ein früher Verfechter des Internet-Journalismus. Er schrieb jahrelang eine Finanz-Kolumne für MarketWatch.com.
Seit 1973 lebte er mit seiner Frau und zwei Töchtern auf einer Ranch in Kalifornien. Er starb an Krebs.

## Finanzthriller
Erdmans Romane sind schnelle, actionreiche Thriller, in denen es weniger auf die Charaktere der Personen als auf Handlung ankommt. Dabei greift er auf historische Fakten und aktuelle Wirtschaftstrends zurück, aus denen er einen meist in der nahen Zukunft spielenden Konflikt konstruiert. Am besten gelungen ist das in seinem wohl erfolgreichsten Roman The Crash of '79 (deutsch: "Crash'81. Der große Schock"). In die Handlung eingeflochten sind immer detaillierte, leicht verständliche Erklärungen von Finanzbegriffen. Der Guardian nannte ihn eine Mischung aus Adam Smith und Sidney Sheldon. Einer seiner Romane The Silver Bears (deutsch: Die Silberhaie) wurde 1978 mit Michael Caine und Cybill Shepherd verfilmt.
Mehrere seiner Romane spielen, zumindest teilweise, in der Schweiz, mit der ihn eine Hassliebe verband. In Swiss Account aus dem Jahre 1992 (deutsch: Schweizer Konten) geht es um die Verstrickungen der Schweizer Bankenwelt mit dem Naziregime. In diesem Buch geht Erdman den ungewöhnlichen Schritt, fortwährend Fußnoten, die die Romanhandlung faktisch untermauern, zu setzen. Swiss Account führte dazu, dass mehr als fünfzig Jahre nach dem Krieg Schweizer Banken Entschädigungen an die jüdischen Opfer des Holocausts zahlten.

## Werke
- Die Europäische Wirtschaftsgemeinschaft und die Drittländer. Co-Autor Peter Rogge, Kyklos Verlag 1960
- Der Milliarden Dollar Schnitt. Übers. Rolf Soellner & Hedda Soellner (Billion Dollar Sure Thing aka Billion Dollar Killing), Piper Verlag 1974
- Die Silberhaie. Übers. Dietrich Menne (Silver Bears), Krüger-Verlag 1979
- Crash '81: der große Schock. Übers. Hans E. Hausner (Crash of 79), Krüger Verlag 1979
- Die letzten Tage von Amerika. Übers. Claus Fischer (Last Days of America), Dt. Bücherbund 1983
- So funktioniert das Geld: Ratgeber für Kapitalanleger. Langen Müller Verlag 1986
- Panik '89. Übers. Hans E. Hausner (Panic of '89), Ullstein Verlag 1987
- Palace. Übers. Hans E. Hausner (The Palace), Ullstein Verlag 1988
  - Neuausgabe Las Vegas Spiel: the Palace. Ullstein Verlag 1996
- Schweizer Konten. Übers. Ronald M. Hahn (Swiss Account), Eichborn Verlag 1995
- Zero Bonds. Übers. Günter Ohnemus (Zero Coupon), Eichborn Verlag 1994